# Indus-Gangessletten
Indus-Gangessletten er en flodslette i det nordlige Indien, østlige Pakistan og Bangladesh. Sletten har fået sit navn fra de to floder Ganges og Indus.
Jorden er rig på næringsrigt silt og sletten er derfor en af de mest intenst opdyrkede områder i verden.
27°N 80°Ø / 27°N 80°Ø